# Cratere Wendla
Wendla  è un cratere sulla superficie di Venere.